# Істебна
Істебна (пол. Istebna) — село в Польщі, у гміні Істебна Цешинського повіту Сілезького воєводства.
Населення — 5076 осіб (2011).
У 1975-1998 роках село належало до Бельського воєводства.

## Демографія
Демографічна структура станом на 31 березня 2011 року:
|          | Загалом | Допрацездатний вік | Працездатний вік | Постпрацездатний вік |
| -------- | ------- | ------------------ | ---------------- | -------------------- |
| Чоловіки | 2493    | 622                | 1667             | 204                  |
| Жінки    | 2583    | 607                | 1530             | 446                  |
| Разом    | 5076    | 1229               | 3197             | 650                  |